# Gennes-sur-Glaize
Gennes-sur-Glaize foi uma comuna francesa na região administrativa da Pays de la Loire, no departamento de Mayenne. Estendia-se por uma área de 25,97 km². Em 2010 a comuna tinha 1 353 habitantes (densidade: 52,1 hab./km²).
Em 1 de janeiro de 2019, passou a formar parte da nova comuna de Gennes-Longuefuye.